# Steve Dagostino
Steve Dagostino (New York, 28 ottobre 1985) è un ex cestista statunitense con cittadinanza italiana.

## Palmarès
- NE-10 Player of the Year (2007)
- Academic College Division All-America 1st Team (2007)
- All-Northeast-10 Player of the Year (2007, 2008)
- NCAA Division II All-Star Game (2008)